# Den svarte generalen
Den svarte generalen är en historisk roman (ISBN 91-7324-176-8) av Göran Lundin, utgiven på Ordfront förlag 1982. Boken handlar om den haitiske frihetshjälten François Toussaint l'Ouverture, och dennes kamp för Haitis självständighet och lösrivelse från kolonialmakten Frankrike under åren 1791–1803.